# Tiro con l'arco ai XVII Giochi dei piccoli stati d'Europa
Le competizioni di tiro con l'arco ai XVII Giochi dei piccoli stati d'Europa si sono svolte dal 30 maggio al 2 giugno 2017.

## Podi

### Maschile
| Evento                       | Oro                  | Argento        | Bronzo           |
| Individuale arco olimpico    | Diomidis Dimitriadis | Gilles Seywert | Stefan Zacharias |
| Gara a squadre arco olimpico | Lussemburgo          | San Marino     | Islanda          |
| Individuale arco ricurvo     | Jeff Henckels        | Klein Joe      | Klein Pit        |
| Gara a squadre arco ricurvo  | Lussemburgo          | Cipro          | Islanda          |

### Femminile
| Evento                    | Oro                        | Argento       | Bronzo               |
| Individuale arco olimpico | Helga Kolbrun Magnusdottir | Isabel Dias   | Margret Einarsdottir |
| Individuale arco ricurvo  | Elena Mousikou             | Anna Kallenou | Mikaella Kourouna    |

### Misto
| Evento                       | Oro         | Argento     | Bronzo     |
| Gara a squadre arco olimpico | Lussemburgo | Cipro       | Islanda    |
| Gara a squadre arco ricurvo  | Cipro       | Lussemburgo | Montenegro |

## Medagliere
| Pos.   | Paese         | Oro | Argento | Bronzo | Totale |
| ------ | ------------- | --- | ------- | ------ | ------ |
| 1      | Lussemburgo   | 4   | 4       | 1      | 9      |
| 2      | Cipro         | 3   | 3       | 1      | 7      |
| 4      | Islanda       | 1   | 0       | 4      | 5      |
| 4      | San Marino    | 0   | 1       | 0      | 1      |
| 5      | Liechtenstein | 0   | 0       | 1      | 1      |
| 5      | Montenegro    | 0   | 0       | 1      | 1      |
| Totale | Totale        | 8   | 8       | 8      | 24     |